# Stambena zgrada u ul. Milana Begovića 2, Vrlika
Stambena zgrada na adresi Milana Begovića 2, u Vrlici, kulturno dobro.

## Povijest
Stambena zgrada sagrađena je u 19. stoljeću.

## Zaštita
Pod oznakom P-4993 zavedeno je kao nepokretno kulturno dobro - pojedinačno, pravna statusa preventivno zaštićena kulturnog dobra, klasificirano kao "profana graditeljska baština ".